# 普安州
普安州，明朝时设置的州。
永乐十三年（1415年）以普安安抚司改置，治所在今贵州省盘县西北。辖有今贵州省盘县、兴义、安龙及普安，云南省富源等县市部分地。直隶贵州布政司。万历十四年（1586年），徙治普安卫城（今盘县）。三十九年改属安顺府。清朝雍正五年（1727年）改隶南笼府。嘉庆十四年（1809年）升为普安直隶州。十六年改为普安厅。 